# Hénioques
Les Hénioques ou les Heniochi (en grec : Ἡνίοχοι, Heníochoi, qui signifie écuyer, cocher, conducteur des chariots ; en géorgien : ჰენიოხები, Heniokhebi) étaient des populations de Colchide, localisées en Héniochie, au Nord de la Colchide, le long du littoral du Pont-Euxin.
Ils sont attestés par un certain nombre d'historiens de l'Antiquité comme Aristote, Artémidore d'Éphèse, Ovide, Pline l'Ancien, Arrien, Strabon et d'autres. Il est précisé qu'ils vivaient dans une zone assez vaste allant de Dioscurias à Trébizonde. Les premières mentions de ce peuple sont contenues dans les inscriptions cunéiformes trouvées en Ourartou, qui remontent au VIIIe siècle av. J.-C., puis il est décrit par Scylax de Caryanda au VIe siècle av. J.-C. dans son Périple de la mer habitée. Un auteur anonyme du Ve siècle place les Machelones et les Hénioques « à l'est de Trébizonde ».
Strabon et Ovideles décrivent comme « un peuple de brigands à terre et de pirates en mer ».
Arrien atteste leur présence mais les décrit sous le terme de « Abasges », en grec « Abaskhoi » et il y a de fortes chances que ce terme ait dérivé pour donner le nom Abkhaze